# ŽKK Croatia 2006 Zagreb
ŽKK Croatia 2006 je hrvatski ženski košarkaški klub iz Zagreba. Sjedište je na adresi Grada Gospića 1 u Zagrebu.
Kroz povijest nosile su ime Peščenica te imena sponzora Promdei banka i Centar banka.
Godine 2006. je klub zbog velikih dugova otišao u stečaj. Poslije je osnovan novi klub naziva Croatia 2006.

## Poznate igračice
Poznate igračice koje su igrale za ovaj klub:
- Jelena Ivezić[3]
- Iva Slišković
- Dea Klein-Šumanovac[3]
- Monika Kovač
- Sandra Mandir
- Iva Ciglar[3]
- Ana Čačić[3]
- Simona Šoda
- Anđa Jelavić
- Valentina Kraljev
- Marina Mazić

## Uspjesi
1. Hrvatska košarkaška liga
  - Prvakinje (5): 1995., 1996., 1998., 2001., 2005.[1]
  - Doprvakinje (2): 1994., 1997.
2. Kup Hrvatske
  - Prvakinje (6): 1995., 1997., 1998., 1999., 2000., 2001.
  - Doprvakinje (3): 1996., 2004., 2005.

U Europskom kupu 2005. došle su do poluzavršnice.

## Vanjske poveznice
- (engl.) Podatci na stranici eurobasket.com